# Капо, Оливье
Нарси́сс Оливье́ Капо́-Обу́ (фр. Narcisse Olivier Kapo-Obou; 27 сентября 1980, Абиджан, Кот-д’Ивуар) — французский футболист ивуарийского происхождения, нападающий. С 2002 года по 2004 год играл в сборной Франции.

## Биография
Капо – воспитанник футбольной школы Шози-де-Руа. Оттуда он попал в молодёжную команду «Осера», а затем пробился в основу. Он закрепился в составе и вскоре получил вызов в сборную Франции. В 2003 году в её составе выиграл Кубок Конфедерации. В итоге за сборную Франции он сыграл всего 9 матчей и забил три гола.
Став свободным агентом летом 2004, Капо перешёл в «Ювентус». Однако закрепиться в основном составе он не смог. Он был отдан в аренду в «Монако», но и там дело не пошло. Следующим его приютом стало «Леванте», а в конце концов «Ювентус» продал его «Бирмингему». Там Капо отыграл один сезон и поучаствовал в вылете своего клуба из АПЛ. Однако тренер «Бирмингема» Стив Брюс, уходя в «Уиган Атлетик», взял Капо с собой. Но и в составе «Уигана» Оливье закрепиться не смог – 8 января 2010 года он был отправлен в аренду в «Булонь», которая по итогам сезона вылетела в Лигу 2.
Когда летом 2010 года контракт с «Уиганом» закончился, Капо в статусе свободного агента перешёл в «Селтик». Затем выступал за катарский «Аль-Ахли» из Дохи. С 2012 по 2014 год вновь играл во французском «Осере». Позже являлся игроком греческого «Левадиакоса» и польской «Короны».

## Достижения
- Финалист Кубка Интертото (1): 2000
- Обладатель Кубка Франции (1): 2002/03
- Победитель Кубка конфедераций (1): 2003